# Sexta napolitana

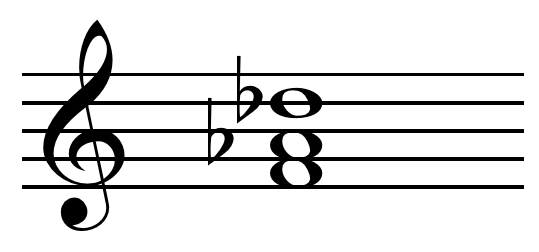
Acord de sexta napolitana (en tonalitat de do major i en primera inversió)

La sexta napolitana, o acord de sexta napolitana, és un acord perfecte major, que s'utilitza com a recurs harmònic amb funció de subdominant. Consisteix en la utilització de l'acord de II grau de la tonalitat en primera inversió (i menys sovint en segona) al qual se li ha rebaixat un semitò a la fonamental i a la quinta en el cas de les tonalitats majors, i un semitò a la fonamental per a les tonalitats menors.
Sembla que l'inventor de la sexta napolitana fou Giaccomo Carissimi, que el 1656 va compondre l'oratori Jephte. Segons Anna Cazurra al seu llibre Introducció a la música: de l'antiguitat als nostres dies, el primer on apareix una sexta napolitana